# ايرينا جورباتشيفا
ايرينا جورباتشيفا هي ممثلة روسية ولدت في 10 أبريل 1988.